# 알렉산더 (영화)
《알렉산더》(영어: Alexander)는 2004년 개봉한 미국 영화이다. 마케도니아 왕 알렉산드로스 대왕의 생애를 그리는 영화이다.

## 줄거리
기원전 285년경, 프톨레마이오스 이집트의 바실레우스이자 파라오인 프톨레마이오스 1세 소테르는 알렉산드로스의 삶을 이야기한다. 알렉산드로스는 어머니 올림피아스와 가정교사 아리스토텔레스와 함께 자라며 사랑, 명예, 음악, 탐험, 시, 군사 싸움에 관심을 갖게 된다. 아버지인 필리포스 2세와 그의 관계는 필리포스가 아탈로스 (장군)의 조카인 에우리디케와 결혼하면서 파탄난다. 알렉산드로스는 아탈로스를 친족으로 인정하지 않으면서 필리포스를 모욕했고, 그 결과 알렉산드로스는 필리포스 궁전에서 추방된다.
필리포스가 암살된 후, 알렉산드로스는 마케도니아의 왕이 된다. 프톨레마이오스는 알렉산드로스가 테베 (그리스)를 파괴한 징벌 캠페인과 나중에 페르세폴리스를 불태운 것을 언급하며, 시와 오아시스의 아문 신탁 (종교)에 의해 제우스의 아들로 선포된 것, 가우가멜라 전투에서 페르시아 황제 다리우스 3세에 대항한 대규모 전투, 그리고 아시아를 가로지르는 8년간의 캠페인을 포함한 알렉산드로스의 서부 페르시아 캠페인에 대한 개요를 제공한다.
알렉산드로스의 가장 사적인 관계는 그의 어린 시절 친구 헤파이스티온, 바고아스, 그리고 나중에 그의 아내인 록사네와의 관계이다. 헤파이스티온은 알렉산드로스를 아킬레우스에 비유하는데, 알렉산드로스는 헤파이스티온이 그의 파트로클로스 (아킬레우스의 연인)가 되어야 한다고 대답한다. 헤파이스티온이 파트로클로스가 먼저 죽었다고 언급하자, 알렉산드로스는 헤파이스티온이 먼저 죽으면 그를 따라 사후세계로 가겠다고 맹세한다 (아킬레우스가 파트로클로스를 위해 했던 것처럼). 알렉산드로스가 록사네와 결혼하자 헤파이스티온은 심한 질투를 보이는데, 알렉산드로스가 인도에서 술에 취해 클레이토스를 살해한 후 그녀를 알렉산드로스에게서 멀리 떨어뜨리려고까지 한다.
병사들의 초기 반대에도 불구하고, 알렉산드로스는 그들을 설득하여 그의 마지막이자 가장 피비린내 나는 전투인 히다스페스 전투에 합류하도록 한다. 그는 화살에 심하게 부상당하지만 살아남아 축하받는다. 나중에 헤파이스티온은 인도에서 가져온 발진티푸스에 걸려 사망하고, 알렉산드로스는 깊은 슬픔에 잠긴다. 바빌론에서 열린 심포지엄에서 알렉산드로스는 큰 와인 잔을 비운 후 의식을 잃는다. 임종 시, 알렉산드로스의 장군들이 그의 왕국을 분할하고 그의 시신 소유권을 놓고 싸우기 시작하자 바고아스는 슬퍼한다.
기원전 285년, 프톨레마이오스는 서기관에게 자신을 포함한 모든 장교들이 미래의 정복이나 결과로부터 자신들을 구하기 위해 알렉산드로스를 독살했다고 시인한다. 그러나 그는 알렉산드로스가 전반적으로 약해진 상태에서 질병으로 사망했다고 기록하게 한다. 그런 다음 그는 알렉산드로스에 대한 찬사로 회고록을 마친다.
프톨레마이오스의 알렉산드로스 회고록은 결국 로마 제국 말기에 알렉산드리아 도서관의 다른 두루마리들과 함께 불에 타 영원히 사라졌다.

## 캐스팅
- 콜린 패럴 - 알렉산더 대왕(알렉산드로스 대왕)
- 앤서니 홉킨스 - 늙은 프톨레마이오스
- 안젤리나 졸리 - 올림피아스
- 발 킬머 - 필리포스
- 자레드 레토 - 헤파이스티온
- 로사리오 도슨 - 록사네
- 크리스토퍼 플러머 - 아리스토텔레스

## 한국판 성우진(MBC) (2007년 6월 6일)
- 안지환 - 알렉산더(콜린 패럴)
- 김태훈 - 늙은 프톨레마이오스(앤서니 홉킨스)
- 윤소라 - 올림피아스(안젤리나 졸리)
- 김용식 - 필리포스(발 킬머)
- 박영화 - 헤파이스티온(자레드 레토)
- 박태호 - 폴리페르콘(크리스 에어버데인)
- 김명수 - 파르메니온(존 캐바너)
- 이성 - 다리우스(라즈 디건)
- 최상기 - 안티고노스(이안 비티) / 아탈루스(닉 더닝)
- 이윤연 - 젋은 톨레마이오스(엘리엇 카원)
- 황윤걸 - 클레이토스(게리 스트레치)
- 최한 - 카산드로스(조너선 리스 마이어스)
- 방성준 - 크라테로스(로리 매캔)
- 김두희 - 필로타스(조지프 모건)
- 양준건 - 병사(타그 머피)
- 류승곤 - 병사(리 안소니 파넬)
- 유상우 - 어린 알렉산더(코너 파올로) / 스타테이라(아넬리스 헤스메)
- 이민하 - 로산느(로사리오 도슨)
- 한경화 - 에우리디케(마리 메이어)

## 같이 보기
- 이슈타르의 문